# 11885 Summanus
11885 Summanus è un asteroide near-Earth del gruppo Apollo del diametro medio di circa 1,3 km. Scoperto nel 1990, presenta un'orbita caratterizzata da un semiasse maggiore pari a 1,7033126 au e da un'eccentricità di 0,4749436, inclinata di 19,41875° rispetto all'eclittica.
L'asteroide è dedicato a Summano, divinità etrusco-romana dei tuoni e dei fenomeni atmosferici notturni.
11885 Summanus è stato il primo NEO individuato in modo interamente automatico tramite un software di analisi immediata delle immagini riprese dal telescopio.